# Гуменюк, Юрий Игоревич
Юрий Игоревич Гуменюк (24 сентября 1969, Гродно — 19 января 2013, Гродно) — белорусский поэт, прозаик, журналист.

## Биография
Окончил Гродненский государственный университет имени Янки Купалы, отделение полонистики (1994), учился в аспирантуре при нём. На гродненском областном радио готовил литературно-художественный радиожурнал «Контекст» (1991—1994). Работал журналистом в газетах «Погоня» (1992, 1995—2001) и «День» (2004), работал заведующим литературной частью Гродненского театра кукол (1994—2000). С 2002 года — публицист белостокского месячника «Czasopis». Работал для Белорусского службы Польского Радио для зарубежья и для польского белорусскоязычного Радио «Рация». Жил в Гродно. Погиб при невыясненных обстоятельствах; выпал с 9 этажа гродненского общежития по ул. Сухамбаева, расположенного рядом с его домом.

## Творчество
Автор книг поэзии: «Аромат тела» (Полоцк, 1992), «Лицо Тутанхамона» (Полоцк, 1994), «Ритуал» (Полоцк, 1999), «Улица тигровых орхидей. Стихи 1987—2002» (Белосток, 2003).
Автор незаконченного романа «Апостолы нирваны» (кн. Первая 1995 (напечатано в «Калосьсе», № 2 — 3, 1995); пьес для детей «Бал у барона Мюнхгаузена» (1993), «Тайна золотого перстня» (1998), «Рождественское путешествие» (1999), поставленных в Гродненском театре кукол; документальной саги «Прывід даўніх Крэсаў» (2004—2005); ряда критических статей о литературе, изобразительном искусстве и театре. Соредактор литературно-художественного альманаха «Колосья».
Белорусские рок-группы «Грюнвальд», «Айша» (Jungle X-mas), а также отдельные исполнители создали на тексты Юрия Гуменюка около двух десятков песен.

## Признание
- Член Общества Свободных Литераторов[бел.],
- Член Союза белорусских писателей,
- Член Белорусского ПЕН-центра.